# East Stockwith
Pour l’article homonyme, voir West Stockwith.
East Stockwith est une paroisse civile et un village du Lincolnshire, en Angleterre.